# 美しが丘西

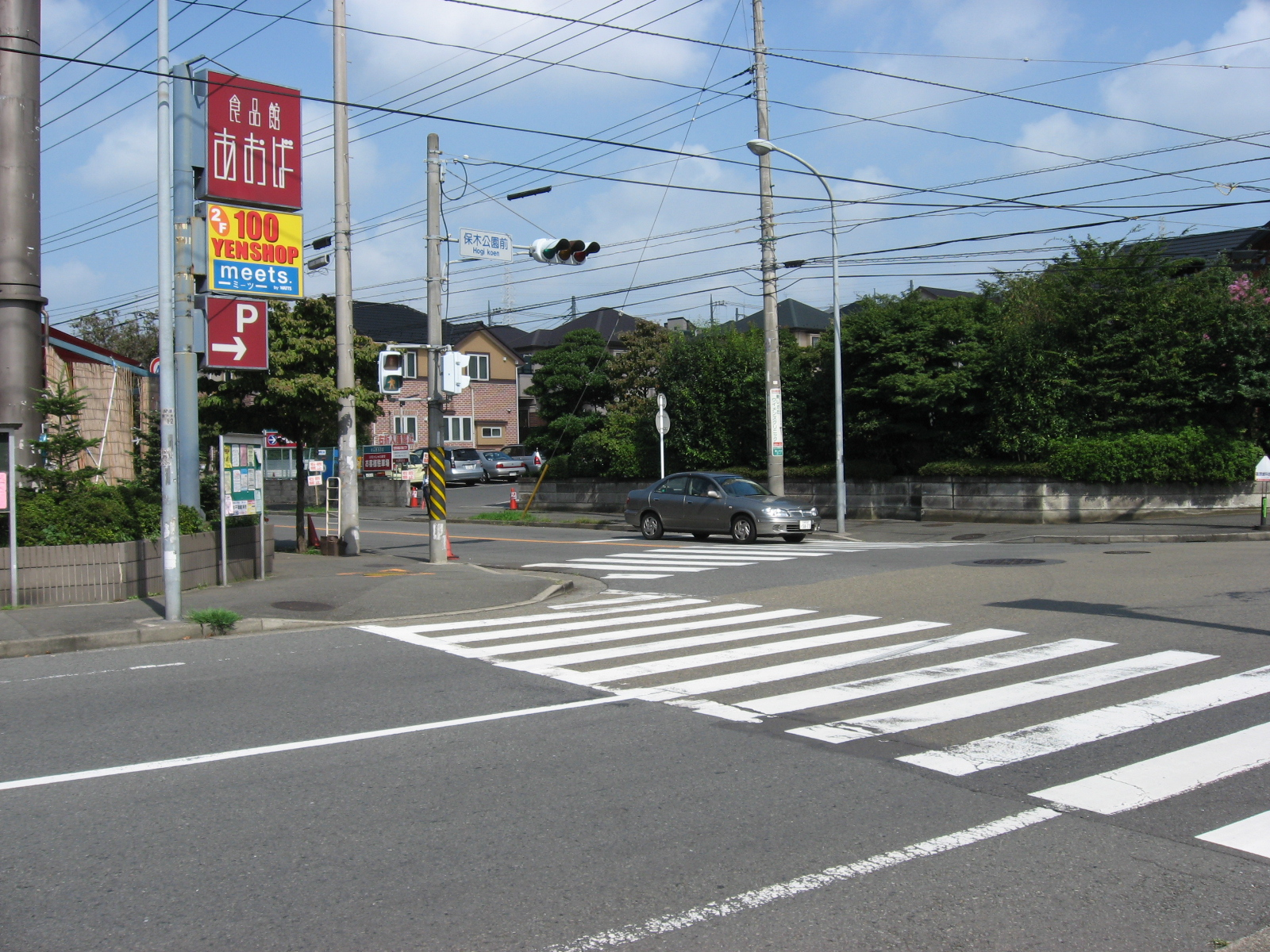
保木公園前交差点（2006年9月）

美しが丘西（うつくしがおかにし）は、神奈川県横浜市青葉区の地名。現行行政地名は美しが丘西一丁目から美しが丘西三丁目。住居表示未実施区域。

## 概要
横浜市青葉区東部に位置する、横浜市最北端の町である。元は緑区元石川町の一部であり、1989年（平成元年）に同町から分離して新設された。1994年（平成6年）に緑区と港北区の再編が行われ、当区域は新設された青葉区の所属となった。
地域内は全域が東急によって開発された多摩田園都市であり、全域が住宅街となっている。三丁目に美しが丘西地区センター、横浜美しが丘西郵便局、保木公園、成城石井美しが丘店、ハックドラッグ美しが丘店がある。
東は美しが丘・元石川町、西は川崎市麻生区王禅寺、南は荏子田・すすき野、北は川崎市宮前区水沢・潮見台と接している。

### 地価
住宅地の地価は、2025年（令和7年）1月1日の公示地価によれば、美しが丘西三丁目37番13の地点で23万3000円/m²となっている。

## 歴史

### 沿革
- 1989年（平成元年）11月5日 - 土地区画整理事業（保木）[6]に伴い、緑区元石川町・すすき野三丁目の各一部より美しが丘西一丁目-三丁目を新設。横浜市緑区美しが丘西一丁目-三丁目となる[7]。
- 1994年（平成6年）11月6日 - 港北区と緑区を再編し、青葉区と都筑区を新設。横浜市青葉区美しが丘西一丁目-三丁目となる[8]。

### 地名の由来
美しが丘の西に位置することから「美しが丘西」とした。

### 町名の変遷
| 実施後           | 実施年月日      | 実施前（各町名ともその一部） |
| ---------------- | --------------- | ---------------------------- |
| 美しが丘西一丁目 | 平成元年11月5日 | 元石川町                     |
| 美しが丘西二丁目 | 平成元年11月5日 | 元石川町                     |
| 美しが丘西三丁目 | 平成元年11月5日 | 元石川町、すすき野三丁目     |

## 世帯数と人口
2025年（令和7年）6月30日現在（横浜市発表）の世帯数と人口は以下の通りである。
| 丁目             | 世帯数    | 人口     |
| ---------------- | --------- | -------- |
| 美しが丘西一丁目 | 791世帯   | 2,111人  |
| 美しが丘西二丁目 | 1,634世帯 | 4,172人  |
| 美しが丘西三丁目 | 1,946世帯 | 4,688人  |
| 計               | 4,371世帯 | 10,971人 |

### 人口の変遷
国勢調査による人口の推移。
| 年                 | 人口   |
| ------------------ | ------ |
| 1995年（平成7年）  | 4,882  |
| 2000年（平成12年） | 5,914  |
| 2005年（平成17年） | 9,405  |
| 2010年（平成22年） | 10,720 |
| 2015年（平成27年） | 11,400 |
| 2020年（令和2年）  | 11,139 |

### 世帯数の変遷
国勢調査による世帯数の推移。
| 年                 | 世帯数 |
| ------------------ | ------ |
| 1995年（平成7年）  | 1,592  |
| 2000年（平成12年） | 1,949  |
| 2005年（平成17年） | 3,176  |
| 2010年（平成22年） | 3,671  |
| 2015年（平成27年） | 3,879  |
| 2020年（令和2年）  | 3,968  |

## 学区
市立小・中学校に通う場合、学区は以下の通りとなる（2024年11月時点）。
| 丁目             | 番地                                              | 小学校                   | 中学校                 |
| ---------------- | ------------------------------------------------- | ------------------------ | ---------------------- |
| 美しが丘西一丁目 | 全域                                              | 横浜市立美しが丘西小学校 | 横浜市立山内中学校     |
| 美しが丘西二丁目 | 全域                                              | 横浜市立美しが丘西小学校 | 横浜市立山内中学校     |
| 美しが丘西三丁目 | 1〜11番地 43番地 45〜54番地 57〜59番地 61〜65番地 | 横浜市立美しが丘西小学校 | 横浜市立山内中学校     |
| 美しが丘西三丁目 | 12〜42番地 44番地 55〜56番地 60番地               | 横浜市立嶮山小学校       | 横浜市立すすき野中学校 |

## 事業所
2021年（令和3年）現在の経済センサス調査による事業所数と従業員数は以下の通りである。
| 丁目             | 事業所数  | 従業員数 |
| ---------------- | --------- | -------- |
| 美しが丘西一丁目 | 36事業所  | 234人    |
| 美しが丘西二丁目 | 70事業所  | 521人    |
| 美しが丘西三丁目 | 83事業所  | 608人    |
| 計               | 189事業所 | 1,363人  |

### 事業者数の変遷
経済センサスによる事業所数の推移。
| 年                 | 事業者数 |
| ------------------ | -------- |
| 2016年（平成28年） | 183      |
| 2021年（令和3年）  | 189      |

### 従業員数の変遷
経済センサスによる従業員数の推移。
| 年                 | 従業員数 |
| ------------------ | -------- |
| 2016年（平成28年） | 1,342    |
| 2021年（令和3年）  | 1,363    |

## 河川
- 早渕川（源流域）、黒須田川

## 施設
- 横浜市立美しが丘西小学校
- 美しが丘西地区センター
- 横浜美しが丘西郵便局
- 成城石井美しが丘店
- 美しが丘西追分公園

## その他

### 日本郵便
- 郵便番号 : 225-0001[3]（集配局：青葉郵便局[18]）

### 警察
町内の警察の管轄区域は以下の通りである。
| 丁目             | 番・番地等 | 警察署     | 交番・駐在所 |
| ---------------- | ---------- | ---------- | ------------ |
| 美しが丘西一丁目 | 全域       | 青葉警察署 | すすき野交番 |
| 美しが丘西二丁目 | 全域       | 青葉警察署 | すすき野交番 |
| 美しが丘西三丁目 | 全域       | 青葉警察署 | すすき野交番 |